# Колтовские
Колто́вские — дворянские роды, столбового дворянства, из рязанских бояр.
Род внесён в Бархатную книгу. Род внесён в VI, II и III части родословной книги Московской, Воронежской и Владимирской губерний Российской империи.
Другой род Колтовских восходит ко второй половине XVII века, происходит из смоленских рейтар и внесён в VI часть родословной книги Новгородской и Смоленской губерний.

## Происхождение и история рода
Михайло Иванович Сорокоум-Глебов, рязанский боярин, был пожалован в кормленье волостью Колтовской Каширского уезда (названную по несохранившемуся городу Колтеск) и стал писаться Колтовским  Его праправнучка Анна Алексеевна (в постриге Дарья) жена Иоанна Грозного (с 29 апреля 1572).
Фёдор Михайлович Колтовский (1492) первый воевода московских войск против татар, которых догнал и разбил на речке Вошане. Колтовский Артемий Иванович Большой осадный голова в Стародубе (1581), наместник Рыльский..
В 1627 году возникло местническое дело, где оппоненты отрицали основателя рода Михаила Ивановича и 15 марта 1627 года 16 членов рода Колтовских подали сказку: Началися мы от ... прародителя Михаила Ивановича, который служил у Шемячича на Севере в Старордубье и отъехал на Рязань к великому князю .... и начал по вотчине слыть Колтовский.... и мы промеж себя выложили своих предков....кто у нас в роду каков по лестнице и в местах
Колтовский Семён Семёнович  окольничий (1691).
Многие Колтовские были в XVI и XVII веках воеводами в городах и полковыми.

## Описание герба
В щите имеющем серебряное поле изображён красный Гриф.
Щит увенчан дворянскими шлемом и короной. Нашлемник: Павлиньи перья. Намёт на щите красный, подложенный серебром. Герб рода Колтовских внесён в Часть 2 Общего гербовника дворянских родов Всероссийской империи, стр. 23.

## Известные представители
- Колтовский Степан Борисович — голова, воевода в Шацке (1600).
- Колтовский Фёдор Борисович — воевода в Ельце (1600), в Пронске (1602), в Ряжске (1603).
- Колтовский Иван Александрович — в день внезапного нападения поляков на Москву (1611) поспешно собрал народ за Москвой рекою и храбро защищал город от врагов.
- Колтовский Дмитрий Фёдорович участвовал в избрании царя Михаила Фёдоровича (1613)[1].
- Колтовский Григорий Фёдорович — воевода в Ливнах (1614), в Карачеве (1616).
- Колтовский Иван Александрович — воевода в Переславле-Рязанском (1616).
- Колтовский Семён Михайлович — воевода в Одоеве (1616—1617).
- Колтовский Яков Васильевич — воевода в Михайлове (1616), в Кетском остроге (1621), в Тюмени (1643).
- Колтовский Семён Васильевич — воевода в Темникове (1619—1620).
- Колтовский Иван Васильевич — воевода в Севске (1620).
- Колтовский Порфирий Иванович — воевода в Данкове (1621), в Кромах (1636), в Кашире (1641), в Валуйках (1644—1646).
- Колтовский Иван Семёнович — воевода в Зарайске (1626), в Переславле-Рязанском (1639).
- Колтовский Борис Никитич — патриарший стольник (1627—1629), стряпчий с платьем (1629—1636), московский дворянин (1636—1640) (ум.1644 г).
- Колтовский Иван Степанович — воевода в Серпухове (1627).
- Колтовский Борис Севастьянович — воевода в Кашире (1630), в Орле (1635—1636).
- Колтовский Иван Степанович по прозванию Чихун — воевода в Вязьме (1631—1632), в Туле (1642).
- Колтовский Иван — воевода в Валуйках (1631—1632).
- Колтовский Дмитрий Фёдорович — стольник, воевода в Ливнах (1631—1632), в Мценске (1634), в Ливнах (1645—1647).
- Колтовский Иван Никитич — воевода в Коломне (1636), в Астрахани (1655—1656).
- Колтовский Иван Михайлович — воевода в Лебедяни (1637—1639), в Черни (1647—1649).
- Колтовский Михаил Михайлович — воевода в Зарайске (1637), в Ряжске (1649).
- Колтовский Назар Васильевич — воевода в Ефремове (1638—1639).
- Колтовский Кузьма Васильевич — воевода в Коломне (1638—1639).
- Колтовский Семён Игнатьевич — воевода в Дедилове (1640).
- Колтовский Иван — воевода в Обояни (1649—1650).
- Колтовский Иван Яковлевич — стольник, воевода в Казани (1653—1656) (два раза), в Верхотурье (1664—1668).
- Колтовский Яков Семёнович — стольник (1671), стольник царицы Натальи Кирилловны (1676—1686), стольник (1687—1692).
- Колтовский Алексей Дмитриевич — стольник, воевода в Киеве (1672—1674).
- Колтовский Фёдор Иванович по прозванию Лошенка — стольник, воевода в Киеве (1672—1674).
- Колтовский Семён Семёнович — стольник, воевода в Козлове (1676—1677)[7].
- Колтовский Александр Семёнович — стольник царицы Прасковьи Фёдоровны (1686—1692).
- Колтовские: Андрей Иванович, Василий Яковлевич, Иван Яковлевич, Фёдор Семёнович, Тимофей Иванович — патриаршие стольники (1629—1636).
- Колтовские: Дмитрий, Ивановичи,Кирилл Михайлович, Ларион Алексеевич, Матвей Перфильевич, Иван Васильевич, Никита Авксентьевич, Никита Иванович, Семён Михайлович, Тимофей Филатович, Фёдор Никитьевич, Фёдор Яковлевич, Алексей Дмитриевич, Алексей Перфильевич, Авксентий Иванович, Василий Никитич, Василий Перфильевич, Василий Яковлевич — стольники (1627—1692).
- Колтовские: Авксентий Иванович, Андрей Борисович, Богдан Севастьянович, Борис Севастьянович, Иван Авксентьевич, Иван Александрович, Иван Васильевич, Иван Михайлович, Иван Никитич, Иван Семёнович, Иван Степанович Большой, Иван Степанович Меньшой, Кузьма Васильевич, Михаил Иванович, Михаил Иванович, Никита Кузьмич, Перфирий Иванович, Петр Перфильевич, Семён Васильевич, Семён Игнатьевич, Степан Иванович, Филат Назарьевич, Яков Васильевич, Яков Петрович, Фёдор Севастьянович — московские дворяне (1629—1692)[8].
- Колтовский Илья Васильевич (1724—1796) — генерал-поручик, пермский губернатор.
- Колтовский, Егор Иванович (1792—1870) — русский адмирал, Георгиевский кавалер.
- Колтовский, Митрофан Егорович  (1836 —1896) -  генерал-лейтенант по адмиралтейству.
- Колтовский, Митрофан Митрофанович (1886 —1954) — полковник, православный деятель эмиграции.